# Смоляные кислоты
Смоляны́е кисло́ты (дитерпеновые кислоты) — природные карбоновые кислоты преимущественно фенантренового ряда с общей формулой C19H27—31COOH.
Соли и сложные эфиры смоляных кислот называют резинатами.

## Нахождение в природе
Смоляные кислоты вырабатываются всеми хвойными деревьями семейства сосновых. Они являются основной частью живицы (50—70 % масс.), экстрактивных смолистых веществ соснового осмола (45—60 %), таллового масла (30—45 %), канифоли (75—95 %).

## Химический состав смоляных кислот
К смоляным кислотам относятся, как правило, трициклические кислоты:

Пимаровая кислота
Сандракопимаровая кислота
Изопимаровая кислота
Левопимаровая кислота
Палюстровая кислота
Абиетиновая кислота
Неоабиетиновая кислота
Дегидроабиетиновая кислота
Дигидроабиетиновая кислота
Ламбертиановая кислота

Все эти кислоты практически всегда присутствуют в природных объектах, но в разных соотношениях, кроме ламбертиановой кислоты, которая встречается только в экстрактивных веществах сибирского кедра.
К бициклическим смоляным кислотам относятся изокупрессовая, сциадоповая, антикопаловая, цис- и транс-коммуновые и другие кислоты. В состав смоляных кислот входят также тритерпеновые абиесоновая и абиесоловая кислоты.

## Свойства смоляных кислот
Смоляные кислоты, выделенные в индивидуальном виде, являются бесцветными кристаллическими веществами, способными при охлаждении затвердевать и в аморфном состоянии. Хорошо растворимы в диэтиловом эфире, ацетоне, бензоле; хуже растворяются в этаноле, бензине, скипидаре. В воде нерастворимы.
Смоляные кислоты вступают в реакции как по карбоксильной группе, выступая как типичные карбоновые кислоты, так и по двойной связи как типичные алкены (реакции изомеризации, димеризации, окисления, конденсации, гидрирования, дигидрирования, галогенирования, сульфирования и др.). Способны к автоокислению, которое сопровождается декарбоксилированием.
Пимаровая, сандракопимаровая и изопимаровая кислота не содержат сопряжённые двойные связи и поэтому являются устойчивыми к нагреванию на воздухе. Левопимаровая, палюстровая, абиетиновая, неоабиетиновая кислота с сопряжёнными двойными связями быстро окисляются на воздухе и легко изомеризуются друг в друга, а также вступают в реакции диенового синтеза. Все смоляные кислоты легко конденсируются с фенолами и формальдегидом, что позволяет проводить их химическую модификацию.

## Методы анализа смоляных кислот
Количественное определение смоляных кислот проводят методами газожидкостной хроматографии, спектрофотометрии и вольтамперометрии.

## Применение смоляных кислот
В виде индивидуальных веществ смоляные кислоты ввиду экономической неэффективности процесса и нецелесообразности разделения, как правило, не выделяют. Смесь их в виде канифоли используют для различного применения и получения производных.
Соли щелочных металлов смоляных кислот растворимы в воде, их применяют для проклейки бумаги и картона, как эмульгаторы. Нерастворимые соли смоляных кислот и переходных металлов используются в качестве сиккативов и подслоев для других покрытий для увеличения адгезии.
Эфиры смоляных кислот являются хорошими плёнкообразователями и применяются в производстве лакокрасочных материалов.
Абиетиновая кислота обладает противовирусной активностью. Её натриевая соль и амид используются как регуляторы роста растений, инсектоакарициды, фунгициды.